# 曙光镇 (梅河口市)
曙光镇，是中华人民共和国吉林省通化市梅河口市下辖的一个乡镇级行政单位。

## 行政区划
曙光镇下辖以下地区：
红星村、东太平村、安乐村、西太平村、五八石村、安全村、永富村、艾家村、罗家村、同胜村、莲花村、汪家村、六八石村、曙光村和五人班村。